# 浜野裕子
浜野 裕子（はまの ゆうこ)1975年3月9日 - ）は、日本のグラビアアイドル、女優、C.C.ガールズのメンバー（1998年 - 2003年12月）。

## 人物
1997年の日本航空「JAL沖縄キャンペーンガール」として単独デビューし、翌年C.C.ガールズに加入する。C.C.ガールズ加入時には、公称バストサイズが大きくなった。
2003年12月15日、C.C.ガールズを脱退。同19日、妊娠しており、間もなく29歳（当時）の会社員とできちゃった結婚すること、同23日に披露宴を行うことが報道された。会社員とは同年春に知り合い、妊娠などについてそれまでメンバー以外には明かしていなかったという。
これを機に、芸能界から引退した。

## 出演

### 映画
- ドリフト・ウォーズ(1999年、ミュージアム)
- 嫌な奴。bitch!(2001年、東映ビデオ)

### テレビドラマ
- カミさんなんかこわくない（1998年6月7日、TBS）
- はぐれ刑事純情派（2000年4月5日、テレビ朝日）
- 金曜エンタテイメント「ミスDJ～殺しのリクエスト～」（2001年2月16日、フジテレビ）
- 新・お水の花道（2001年5月1日、フジテレビ）
- 探偵 左文字進7「失踪」（2003年4月7日、TBS）- 井上はるみ 役

## 作品

### 写真集
- C.C.ガールズ 浜野裕子写真集（1999年4月、近代映画社）ISBN 4764818833 撮影：山岸伸
- GRACE（2000年7月、テイアイエス）ISBN 4886182410 撮影：上野勇
- Bombshell（2001年5月、フォーブリック・バウハウス）ISBN 4894616394 撮影：北村崇
- GUARDLESS THE H（2003年6月20日、竹書房）ISBN 4812411920 撮影：松本裕之

### DVD
- Bombshell（2001年6月27日、徳間ジャパンコミュニケーションズ）
- GUARDLESS THE H（2003年6月20日、竹書房）